# Anarhynchus
Anarhynchus és un gènere de corriols format per 24 espècies.
Moltes espècies d'Anarhynchus es caracteritzen per collars parcials, en lloc de bandes o collars sencers que són característics de Charadrius.

## Taxonomia
Els naturalistes francesos Jean René Constant Quoy i Joseph Paul Gaimard van descriure aquest gènere per incorporar el corriol bectort. El nom prové del grec antic «ana»- (ἀνα-, significa "enrere") i «rhunkhos» (ῥυγχος, significa "factura").
Anarhynchus anteriorment es considerava monotípic i que consistia únicament en el corriol bectort (Anarhynchus frontalis). Però l'anàlisi filogenètica revela que, malgrat el seu bec únic, està profundament incrustat en un gran clade de corriols atribuïts clàssicament a Charadrius però significativament divergents d'aquest gènere (dos Remedios et al. 2015 Eaton et al. 2021). Anarhynchus és el nom més antic disponible per a aquest clade (Eaton et al. 2021; WGAC 882).
A partir de la versió 14.1 del 23 de desembre de 2023 de l'UIO, es van transferir 23 espècies a aquest gènere. Així doncs, des de l'any 2024 la majoria de les principals autoritats taxonòmiques consideren que Anarhynchus conté les 24 següents espècies:
- Corriol asiàtic, Anarhynchus asiaticus (Pallas, 1773)
- Corriol oriental, Anarhynchus veredus (Gould, 1848)
- Corriol del Tibet, Anarhynchus atrifrons (Wagler, 1829)
- Corriol de Sibèria, Anarhynchus mongolus (Pallas, 1776)
- Corriol de Leschenault, Anarhynchus leschenaultii (Lliçó, RP, 1826)
- Corriol de doble collar, Anarhynchus bicinctus (Jardine & Selby, 1827)
- Corriol bectort, Anarhynchus frontalis (Quoy i Gaimard, 1832)
- Corriol de l'illa del Sud, Anarhynchus obscurus (Gmelin, JF, 1789)
- Corriol de Wilson, Anarhynchus wilsonia (Ord, 1814)
- Corriol d'Azara, Anarhynchus collaris (Vieillot, 1818)
- Corriol de praderia, Anarhynchus montanus (Townsend, JK, 1837)
- Corriol de la puna, Anarhynchus alticola (Berlepsch i Stolzmann, 1902)
- Corriol de les Malvines, Anarhynchus falklandicus (Latham, 1790)
- Corriol de Madagascar, Anarhynchus thoracicus (Richmond, 1896)
- Corriol pecuari, Anarhynchus pecuarius (Temminck, 1823)
- Corriol de Santa Helena, Anarhynchus sanctaehelenae (Harting, 1873)
- Corriol cap-roig, Anarhynchus ruficapillus (Temminck, 1821)
- Corriol nevat, Anarhynchus nivosus (Cassin, 1858)
- Corriol pàl·lid, Anarhynchus pallidus (Strickland, 1853)
- Corriol de Malàisia, Anarhynchus peronii (Schlegel, 1865)
- Corriol frontblanc, Anarhynchus marginatus (Vieillot, 1818)
- Corriol de Java, Anarhynchus javanicus (Chasen, 1938)
- Corriol camanegre, Anarhynchus alexandrinus (Linnaeus, 1758)
- Corriol carablanc, Anarhynchus dealbatus (Swinhoe, 1870)